# Ben Vautier

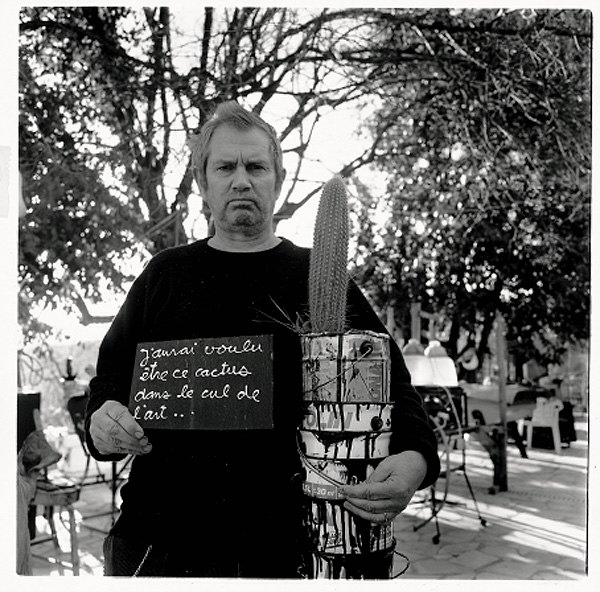
Ben Vautier in 2007

Benjamin Vautier (Napels, 18 juli 1935 – Nice, 5 juni 2024), ook bekend als Ben, was een Franse Fluxus-kunstenaar die vooral taal als zijn medium gebruikt.

## Carrière

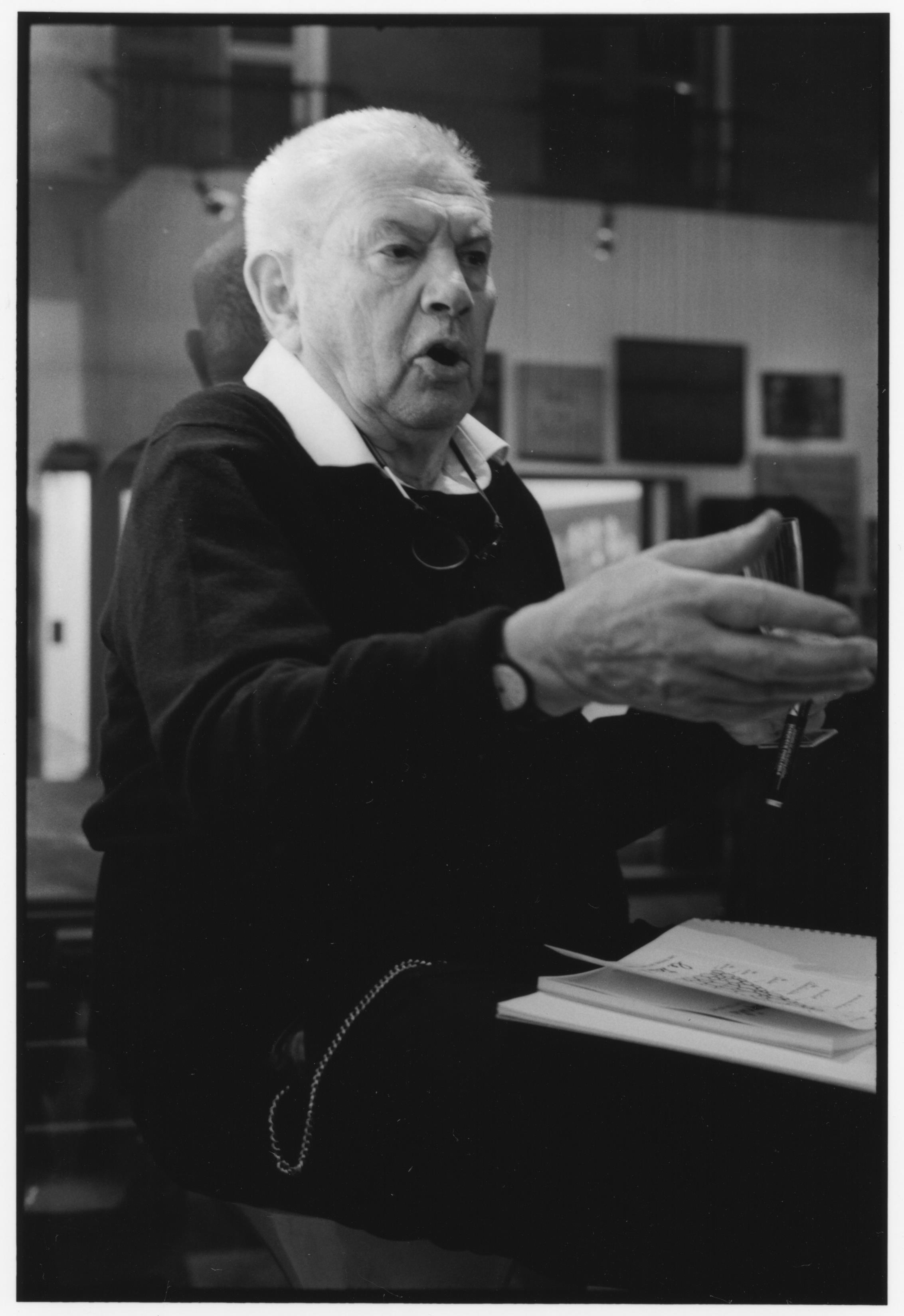
Benjamin Vautier in 2016

Wat Fluxus betreft was Vautier een van de pioniers; in de jaren vijftig bevond Vautier zich namelijk al in het gezelschap van het internationale netwerk van Fluxus-kunstenaars, zoals Robin Page, Robert Filliou, Dorothy Iannone, Dieter Roth, Daniel Spoerri, enz. Fluxus was eind jaren vijftig, begin jaren zestig nog een los verband van progressieve multidisciplinaire kunstenaars, die hun draai in de kunstwereld niet konden vinden.

## Werken

### Kunst
- Pas d'art sans vérité, 1990
- Ben, ma vie et mes conneries, 2000
- Je cherche la vérité... , avec MAMAC Nice, Flammarion, 2001
- Poésies, prose et ruminations, 2002
- J'emmerde l'art, Z'Éditions, 2002
- Fluxus, Z'Éditions, 2003
- Frédéric Altmann, avec Jacques Simonelli et Georges Vercheval, 2003

### Ethicisme
- Manuscrit pour "la première internationale ethniste", 1986
- L'ethnisme de A à Z : Pour un nouvel ordre mondial, Z'Éditions, 1991

## Overlijden
Vautier werd op 5 juni 2024 op 88-jarige leeftijd dood aangetroffen in zijn huis in Nice met een kogel in het hoofd. Zijn vrouw – met wie hij zestig jaar getrouwd was – overleed eerder die dag aan een beroerte en volgens zijn familie zou Vautier dat niet hebben kunnen verkroppen en pleegde hij zelfmoord.